# 沖縄県立博物館
沖縄県立博物館（おきなわけんりつはくぶつかん）は、かつて沖縄県那覇市首里にあった県立博物館。
2006年3月に沖縄県立博物館・美術館に移転するため閉館した。

## 概要

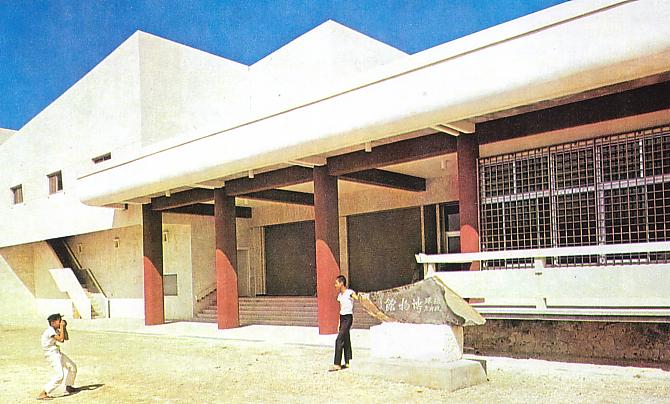
1970年頃の琉球政府立博物館

沖縄県における最初の本格的な博物館は、1936年（昭和11年）に首里城内北殿に開設された「沖縄県教育会附設郷土博物館」であったが、同館は1945年（昭和20年）の沖縄戦で被災・全焼した。その直後の同年8月、琉球列島米国軍政府のウィラード・A・ハンナ少佐が残存した文化財を収集し、石川市（現在のうるま市）東恩納にて「沖縄陳列館」を開設・公開した。翌1946年4月に同館は沖縄民政府に移管され、「東恩納博物館」となった。
一方、首里市（現在の那覇市）でも、1946年5月に市立の「郷土博物館」が設置され、同館も1947年（昭和22年）12月に沖縄民政府に移管され、「首里博物館」になった。
その後、1953年に首里博物館が東恩納博物館を吸収合併し、1955年に「琉球政府立博物館」と改称した。同館は1966年に首里大中町の中城御殿跡に移転し、本土復帰後は「沖縄県立博物館」になり、2階部分が増築された。しかし、1990年代初頭には施設の老朽化が進み、那覇新都心に沖縄県立博物館・美術館を建設することになったため、休館を経て、所蔵品は新都心に建設された新館に移送された。なお、移転と同時に当館は閉館され、2009年3月をもって取り壊された。
敷地には、琉球王国時代の旧中城御殿の塀がそのまま使われ、沖縄戦の時の銃弾痕が確認できた。

## 沿革

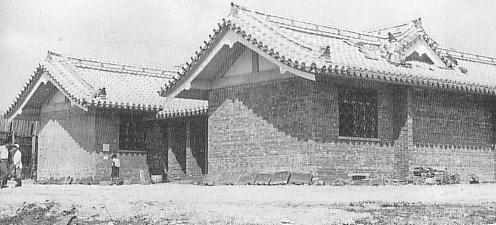
1950年代の琉球政府立博物館（龍潭池畔時代）

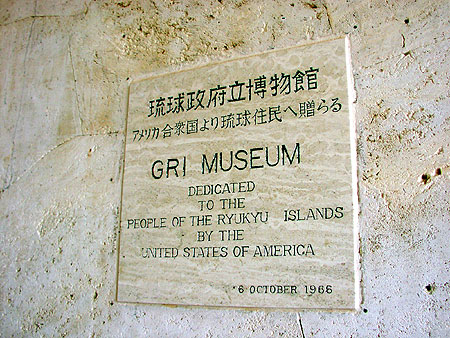
首里大中町の琉球政府立博物館建物が琉球列島米国民政府の補助金により建てられたことを説明する石製プレート

- 1936年（昭和11年）7月 - 沖縄県教育会附設郷土博物館が首里城内北殿を使用して開館。
- 1945年（昭和20年）
  - 5月頃 - 郷土博物館が沖縄戦で全焼。
  - 8月 - 米国海軍軍政府により残存文化財が収集され、石川市（現、うるま市）字東恩納に沖縄陳列館が設立。
- 1946年
  - 3月 - 首里で首里城周辺の廃墟から残存文化財の収集活動が行われ、首里市立郷土博物館が設立。
  - 4月 - 沖縄陳列館が沖縄民政府に移管され沖縄民政府立東恩納博物館と改名。
- 1947年12月 - 首里市立郷土博物館が沖縄民政府に移管され沖縄民政府立首里博物館と改名。
- 1953年
  - 3月 - 首里博物館が東恩納博物館を吸収合併。
  - 5月26日 - 龍潭池畔に新館が落成。ペルリ記念館落成。
  - 9月 - 琉球政府立博物館と改名。
- 1966年
  - 10月6日 - 首里大中町の中城御殿跡に新館が落成（現在の県立博物館旧館）。
  - 11月3日 - 開館。
- 1972年（昭和47年）5月15日 - 沖縄本土復帰により琉球政府立から沖縄県立に改まる。2階の増築工事を開始する。
- 1973年（昭和48年）11月　- 2階増築工事が完了。
- 1976年（昭和51年）11月　- 「沖縄県立博物館紀要」を発行する。
- 1981年（昭和56年）3月　- 博物館法に基づく博物館となる。
- 1982年（昭和57年）5月　- 自然史展示室を設ける。
- 1993年（平成5年）4月　- 子ども体験学習教室を設ける。
- 2006年（平成18年）3月　- 新館へ移転するために休館する。
- 2007年（平成19年）3月　- 沖縄県立博物館・美術館への移転が完了し、閉館した。